# Черкасская (приток Сухого Торца)
Черкасская (укр. Черкаська) — левый приток реки Сухой Торец, расположенный на территории Славянского района (Донецкая область, Украина).

## География
Длина — 15 км. Площадь бассейна — 74,1 км². Река в верхнем течении и приустьевой части пересыхает. Есть пруды.
Берёт севернее села Ивановка и южнее урочища Круглое. Река течёт на юго-восток, юг. Впадает в Сухой Торец (на 21-м км от её устья) непосредственно южнее пгт Черкасское.
Притоки: (от истока к устью) безымянные ручьи
Населённые пункты (от истока к устью):
Славянский район
1. Ивановка
2. Новониколаевка
3. пгт Черкасское